# Stanz bei Landeck
Stanz bei Landeck é um município da Áustria, situado no distrito de Landeck, no estado do Tirol. Tem 7,33 km² de área e sua população em 2019 foi estimada em 578 habitantes.